# Remédios (Portugal)
Remédios é uma freguesia portuguesa do município de Ponta Delgada, com 5,56 km² de área e 809 habitantes (censo de 2021). A sua densidade populacional é 145,5 hab./km².
A localidade dos Remédios tem uma estrada que a liga com os Mosteiros e com Ponta Delgada.

## História
A freguesia foi criada pelo Decreto-Lei n.º 43.392, de 13/12/1960, com lugares desanexados da freguesia de Bretanha
No passado ano (2006) foi escrito e lançado um livro com uma recolha histórica feita pelo pároco, Paulo Borges. O mesmo livro reconta as origens e alterações das quais a freguesia foi alvo.[carece de fontes?]

## Economia
A atividade principal é a agricultura. É banhada pelo Oceano Atlântico a noroeste. Tem montanhas a sudeste.
Atualmente, a maioria da população trabalha em Ponta Delgada, cada vez havendo menos postos de trabalho na freguesia. Tem tido um bom desenvolvimento, graças a esforços de várias entidades.

## Demografia
A população registada nos censos foi:
| Ano  | 0-14 Anos | 15-24 Anos | 25-64 Anos | > 65 Anos |
| 2001 | 274       | 174        | 477        | 72        |
| 2011 | 176       | 165        | 468        | 122       |
| 2021 | 98        | 114        | 478        | 119       |

## Freguesias adjacentes
- Santa Bárbara, sueste
- Sete Cidades, sudoeste
- Pilar da Bretanha, noroeste